# I-RAM
i-RAM（GC-RAMDISK）是技嘉科技於2005年6月25日推出的一款產品，使用DDR作為儲存媒介。

## 優缺點

### 優點
- 高傳輸速率
- 極低的Access Time（0.1ms）
- 無機械轉動部分，故不易受外力碰撞影響
- 安靜
- 能耗小

### 缺點
- 花費遠高於傳統硬碟及固態硬碟
- 容量小（最高支援4GB）

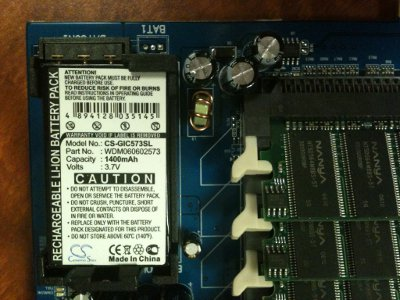
i-RAM 1.3版內附鋰離子電池

- 傳輸速率被SATA I界面限制（1.5Gb/s）
- 佔用一條PCI插槽
- 不相容所有雙面DDR記憶體
- 機器斷電後資料會立即消失（存儲介質為揮發性記憶體），但內附鋰離子電池可提供10小時電力

## i-RAM BOX
i-RAM BOX原理與i-RAM相同，但設計成一台外部的5.25吋存儲設備，俗稱「i-RAM二代」，使用Molex 4針電源接口供電以取代原來的PCI插槽供電，和I-RAM一樣提供4個記憶體插槽，支援SATA I和DDR記憶體。

## 外部連結
- i-RAM[永久] - 技嘉網站上的產品信息（正體中文）
- i-RAM BOX[永久] - 技嘉網站上的產品信息（正體中文）
- 技嘉i-RAM包裝及安裝配置（页面存档备份，存于） - 驅動之家
- 大幅刷新存儲紀錄——技嘉i-RAM全球首測 - 驅動之家（轉載自HKEPC）